# Cercotrichas hartlaubi
El alzacola de Hartlaub (Cercotrichas hartlaubi) es una especie de ave paseriforme de la familia Muscicapidae propia de África central y el norte de la región de los Grandes Lagos de África. Su hábitat natural son las sabanas húmedas y zonas de matorral.